# Кріс Вотсон
Джон Кристіан Вотсон (англ. John Christian Watson; 9 квітня 1867 — 18 листопада 1941), більше відомий як Кріс Вотсон, австралійський політичний діяч, третій Прем'єр-міністр Австралії. Він був першим прем'єр-міністром від Австралійської лейбористської партії та першим лейбористським прем'єр-міністром у світі.
Його було обрано до парламенту під час перших федеральних виборів у березні 1901. Закрите зібрання обрало його очільником виборчого списку Лейбористської партії. Термін його повноважень у посаді Прем'єр-міністра був коротким — лише чотири місяці, між 27 квітня та 18 серпня 1904, проте він дійсно підтримував баланс влади, надаючи підтримку протекціоністському законодавству у обмін на розвиток стратегічної платформи лейбористів. Він пішов з Парламенту 1907 року.

## Молоді роки
Вотсон стверджував, що його батько був британським моряком на ім'я Джордж Вотсон. Джерела з цим сперечаються, однак, вони вказують, що батько Вотсона був громадянином Чилі німецького походження, Йохан Кристіан Танк, і що Вотсон народився у Вальпараїсо, Чилі.
Джерела також кажуть, що його мати, Марта Мінчін, була новозеландкою, яка вступила в шлюб з Танка у Новій Зеландії, після чого пішла з ним у море. У 1868 його батьки розійшлись, і 1869 мати одружилася з Джорджем Вотсоном, ім'я якого молодий Кріс тоді взяв. Жоден з цих фактів не став відомим до смерті Кріса Вотсона.
Вотсон пішов до школи у Оамарі, Нова Зеландія. У 1886 році він переїхав до Сіднея, прагнучи більших перспектив. Він знайшов роботу як оглядач для декількох газет. Така близькість до газет, книжок та авторів допомагала йому у самоосвіті і розвивала інтерес до політики. У 1889 він одружився з Адою Джейн Лоу, сіднейською швачкою англійського походження. Про її минуле життя нічого не відомо.

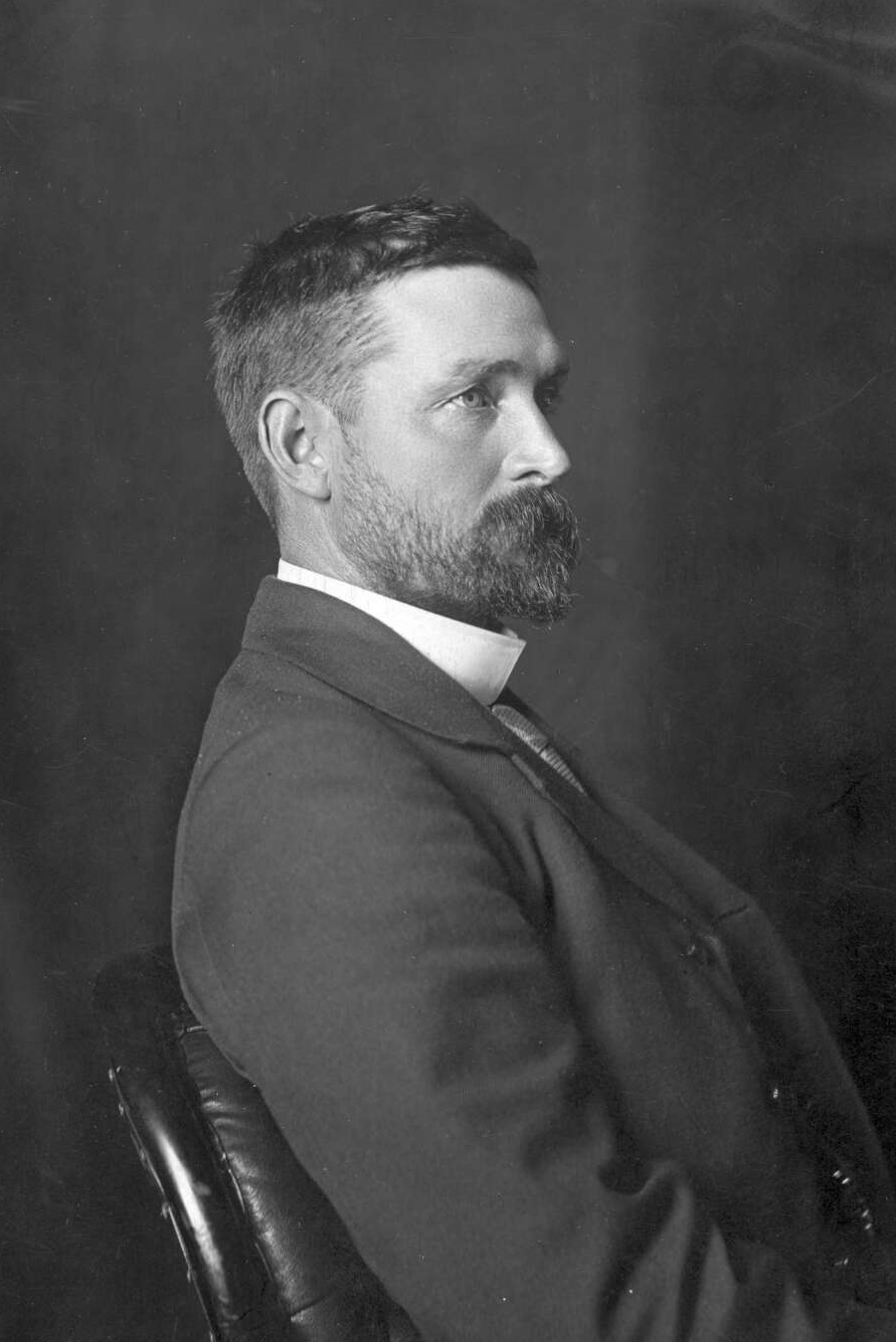
Портрет Джона Кристіана Вотсона

Вотсон був членом-засновником Лейбористської партії Нового Південного Уельсу 1891 року. Він був активним членом профспілки і став Віце-президентом Лейбористської ради у Сіднеї у січні 1892. У червні 1892 він стає головою партії. Протягом 1893–1894 років він наполегливо працював з метою встановлення основних засад Лейбористської партії, включаючи суверенітет партійної конференції, запоруку сильної ролі парламентського керівника. У 1894 Вотсона було обрано до законодавчого органу штату.
Вотсон, разом зі своїми колегами підтримували ідеї федерації та вільної торгівлі, тому вони усіма силами підтримували уряд Джорджа Ріда у його зусиллях, направлених на здобуття федерації.

## Федерація

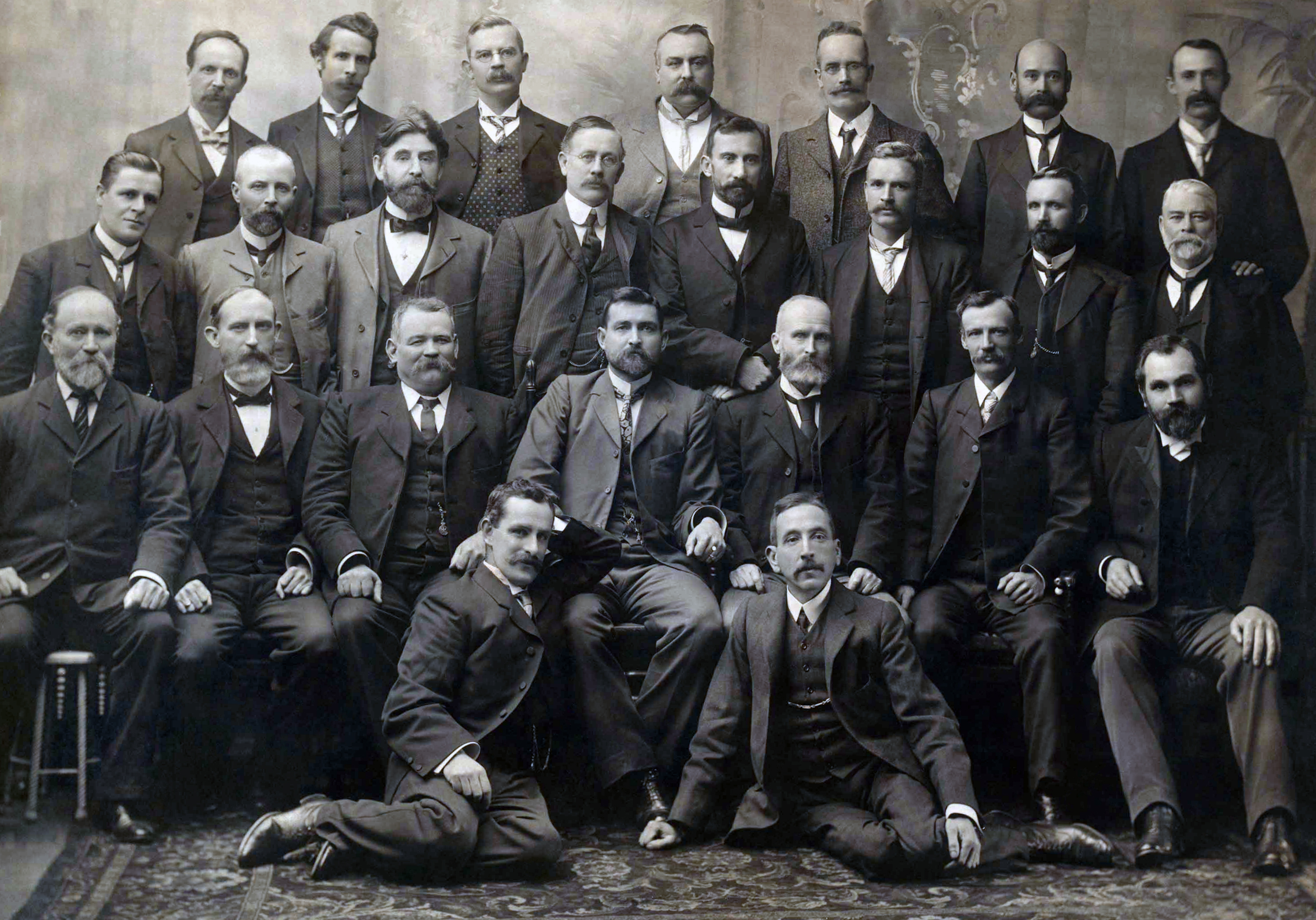
Групове фото Лейбористської партії. Члени партії, обрані до парламенту перед складанням присяги, включаючи Вотсона, Ендрю Фішера, Біллі Г'юза, та Франка Тюдора.

Вотсон допомагав формувати партійну політику відносно руху за федерацію з 1895, та був одним з десяти кандидатів від Лейбористської партії, призначених делегатами на австралазійський конвент 4 березня 1897, однак, жодного з них так і не було обрано. Хоча партія на чолі з Вотсоном і підтримувала федерацію, проєкт конституції представлений їм здався недемократичним, тому лейбористи відмовились надалі підтримувати його. Коли проєкт було представлено на референдум 3 червня 1898, Вотсон виступив проти його прийняття.
Лейбористська партія, включаючи Вотсона, виступала також проти заключного варіанту Конституції Співдружності, однак їхніх голосів було недостатньо, щоб завадити її прийняттю. Однак, всі (окрім двох) парламентарі від Лейбористської партії проводили кампанію проти позитивного голосування за прийняття конституції на референдумі. Коли Конституцію було прийнято, він підкорився більшості. Вотсон зробив визначний внесок до того демократичного рішення.
У федеральному парламенті, де представництво Лейбористської партії було найменшим, вона утримувала рівновагу сил, а Вотсон проводив ту ж саму політику, що й у колоніальному парламенті. Він підтримував уряди Едмунда Бартона і Альфреда Дікіна у обмін на можливість розвитку політичної платформи лейбористів.

## Прем'єр-міністр

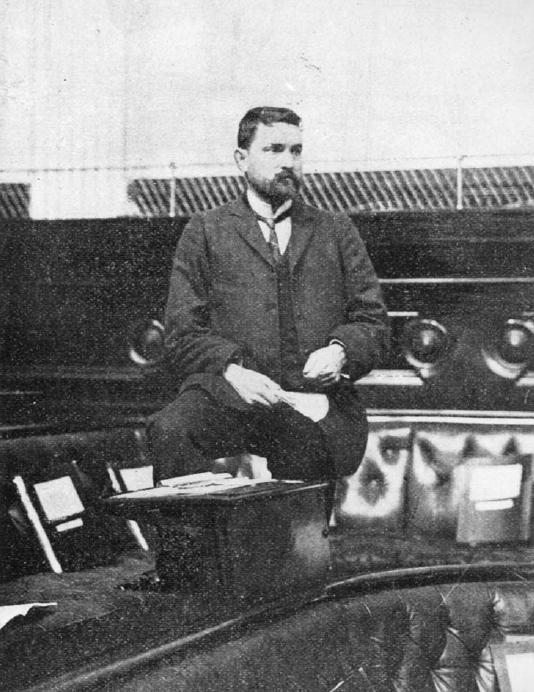
Вотсон у Палаті представників у 1902 році.

За час перебування Вотсона на чолі Лейбористської партії вона збільшила свій рейтинг більш ніж удвічі і продовжував тримати рівновагу влади. У квітні 1904, однак, чинний Прем'єр-міністр Альфред Дікін змушений був піти у відставку. Лідер Вільної торгівлі Джордж Рід відмовився займати цей пост, внаслідок чого Вотсон став першим прем'єром-лейбористом. Йому було лише 37, і він став (і залишається досі) наймолодшим Прем'єр-міністром у історії Австралії.
За час короткого урядування Вотсона було підписано шість законопроєктів. Всі, крім одного — виправлений закон 1904 року про трактування законів — були «грошовими законами». Однак невдовзі один із законопроєктів, що стосувався судової влади, провалився. Тоді Вотсон домагався розпуску парламенту з метою призначення нових виборів, проте чинний Генерал-губернатор Австралії Генрі Норткот йому відмовив. Неспроможний керувати більшістю у Палаті представників, Вотсон залишив пост прем'єр-міністра менш ніж за чотири місяці після входження у посаду (18 серпня 1904. Після цього пост прем'єра зайняв лідер Вільної торгівлі Джордж Рід.
Вотсон очолював Лейбористську партію і під час загальних виборів 1906 року і знову покращив її позиції. Але у жовтні 1907 року, головним чином з причини погіршення стану здоров'я його дружини Ади, він залишив Лейбористську партію та поступився лідерством у ній Ендрю Фішеру. Він відійшов від політики, у віці лише 42 років.

## Пізніші роки життя

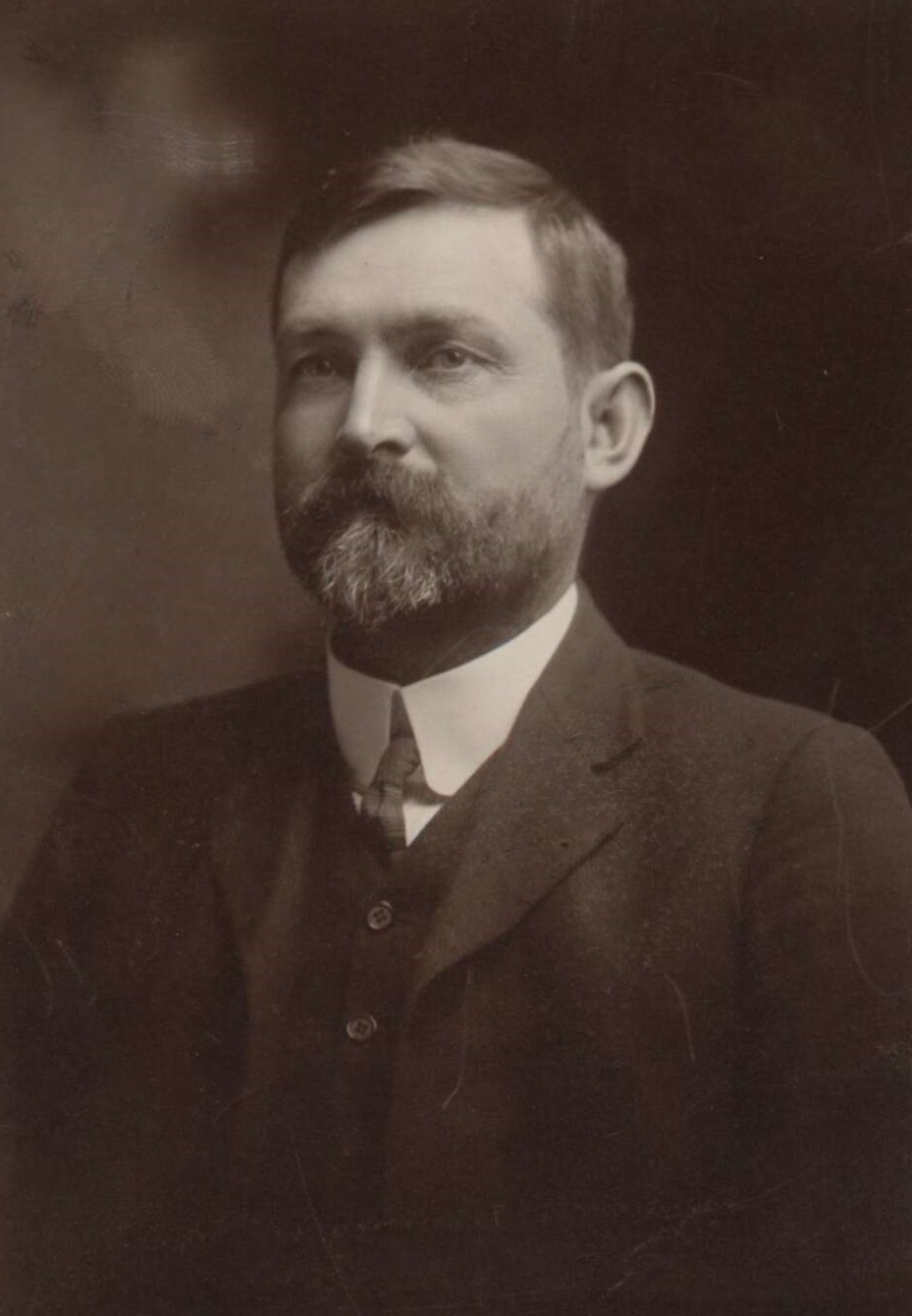
Вотсон у віці 41 року.1908 рік.

Вотсон займався бізнесом, тому був парламентським лобістом. Проте 1916 року Лейбористська партія розкололась у питанні військового обов'язку для Першої світової війни, і Вотсон примкнув до Г'юза. Його було вислано з країни, якій він чимало допоміг.
Вотсон присвятив решту частину його життя бізнесові. Він очолив Національну організацію автомобілістів (NRMA) і лишався її головою до самої смерті. У 1921 померла його дружина Ада.
30 жовтня 1925 Вотсон одружився з Ентоні Мері Гледіс Доулан у тій самій церкві, де він одружився з Адою 36 років тому. Його друга дружина була 23-річною офіціанткою з Західної Австралії, яку він зустрів у Клубі Комівояжерів, яку він часто відвідував у Сіднеї. У нього з Ентоні народилась донька, Жаклін. Вотсон помер у своєму будинку у передмісті Сіднея.

## Почесті
У квітні 2004 Лейбористська партія відзначила сторіччя уряду Вотсона з серією громадських заходів у Канберрі і Мельбурні, які відвідав лідер партії (на той час) Марк Летем та колишні лідери Гоф Вітлем, Боб Гоук та Пол Кітінг. Дочка Вотсона, Жаклін Данн, (у віці 77 років), була почесною гостею на цих заходах. Передмістя Канберри у столичній території та федеральний виборчий округ названо на його честь. У 1969 році його образ увіковічили на поштовій марці, яку випустила Пошта Австралії.